# تيموثاوس و مورا
الشهيدان تيموثاوس ومورا هما زوجين من قرية أنصنا في مصر العليا، وكان تيموثاوس قارئا بالكنيسة وامين على كتب الكنيسة، وقد عصراً وإلى انصنا اريانوس أو اريانا المعروف بعدائة للمسيحين في دقلديانوس.

## أحداث استشهدهما
ولما سمع اريانوس عن تيماثوس انه يحتفظ بالكتب الكنسية امر بالقبض عليه وكان لم يمر ع زواجه من مورا أكثر من 20 يوم، وعندما حضر تيموثاس امام الوالى اريانوس راى الات التعذيب والجنود يقفون امام اريانوس مستعدين لتنفيذ اوامره في تعذيب المسيحين،
حيث قال له اريانوس: لقد عرفت انك خادم بالكنيسة ولديك كتب كثيرة لتعظ الناس بها ولذلك احضر إلى هنا هذه الكتب لاحرقها حتى لا تضل الناس عن عبادة الاوثان وكذلك لابد ان تترك مسيحيتك والهك وتسجد للاوثان التي هي الهة الاباطرة.
فاخبره تيموثاوس: انى قد عاينت كل ماقد اعددته من الات التعذيب وو انا لن انتظر حتى تهددنى بها ولكنى اقول لك ان الهي قادر ع إرسال ملائكته الاطهار لتساعدنى ع احتمال تعذيبك اما ان اعطيك كتب الكنيسة فلن اسلمها لك لانها عندى اعز من مقام البنين بل أكثر لان فيها الحياة والخلاص وكلمة الله
فامر اريانوس جنوده بضرب تيموثاوس وو تعذيبه بكل أنواع العذاب فضربه الجنود ووضعوا ع عينيه سيخا محمى بالنار ففقد القديس تيموثاس نظره واخذه الجنود يستهزئون به، وبعد ذلك بوقت، استدعى الوالى اريانوس زوجته مورا وو اخبرها انى اشفق عليك حتى لا تصبحى ارملة وانتى في هذا السن الصغير فارحمى زوجك وابذلى مجهودك في ان يعبد الهتنا والا فانه سوف يموت تحت العذاب الشديد فنفذت مورا طلب الوالى وذهب إلى تيموثاوس وطالبت منه نكران ايمانه حتى ولو ظاهريا، فوبخها تيموثاوس على جحودها للايمان معلنا لها انه كان يتوقع منها ان تاتى لتشاركه اكليل الاستشهاد. 
فانتبهت مورا لخطيتها وسجدت ع الأرض باكية تستغفر الله على تفكيرها ونكرنها للمسيح وطلبت مورا من تيماثوس ان يصلى من اجلها حتى يقوى الرب ضعفها ويجعلها تنتصر ع ضعف طبيعتها وصغر سنها فشجعها تيماثوس المسيح له المجد ان يمنحهما القوة والمساندة والصبر والاحتمال.
فذهب مورا إلى الوالى توبخه وتخبره بتمسكها بايمانها بالمسيح واستعدادها للشهادة من اجل اسمه.
فقال لها الوالى ان زوجها ساحرا وقد جعلها تغير رائها بالسحر فوبخته، فعاد الوالى يستميلها ويخبرها ان تركت زرجها بانه سيزوجها باحد قائدته واخبرته ان تيموثاوس عندها أفضل من الكل فامر بسحبها من شعرها إلى ان ينفصل عن راسها وبتر اصابعها ووضعها إناء نحاسي كبير (خلقين) ويسخن تحته بناراً فتحملت العذابات.
و لما راى الوالى صمدهم امر بصلبهم الاثنين معا على ان يكونا الصلبان في مواجهة بعضهما حتى يظلا ينظرا إلى بعضهما وهما معلقين على الصليب واسلما الروح بعد مرور تسع أيام وتذكار استشهادهما في 3 مايو.  